# クラシカ・サンセバスティアン2006
クラシカ・サンセバスティアン2006は、クラシカ・サンセバスティアンの26回目のレース。2006年8月12日に行われた。

## 結果
サン・セバスティアン　227.0km
|    | 選手名                     | 国籍           | チーム名                 | 時間          |
| -- | -------------------------- | -------------- | ------------------------ | ------------- |
| 1  | シャビエル・フロレンシオ   | スペイン       | ブイグ・テレコム         | 5時間32分45秒 |
| 2  | ステファノ・ガルツェッリ   | イタリア       | リクイガス               | 同            |
| 3  | アンドレイ・カシェチキン   | カザフスタン   | アスタナ                 | 同            |
| 4  | アレクサンドル・ボチャロフ | ロシア         | クレディ・アグリコル     | 同            |
| 5  | クリスティアン・モレーニ   | イタリア       | コフィディス             | 同            |
| 6  | ミルコ・チェレスティーノ   | イタリア       | チーム・ミルラム         | 同            |
| 7  | リカルド・セラノ           | スペイン       | カイク                   | 同            |
| 8  | アレハンドロ・バルベルデ   | スペイン       | ケス・デパーニュ         | 同            |
| 9  | ジョージ・ヒンカピー       | アメリカ合衆国 | ディスカバリーチャンネル | 同            |
| 10 | フランコ・ペッリツォッティ | イタリア       | リクイガス               | 同            |